# College GameDay

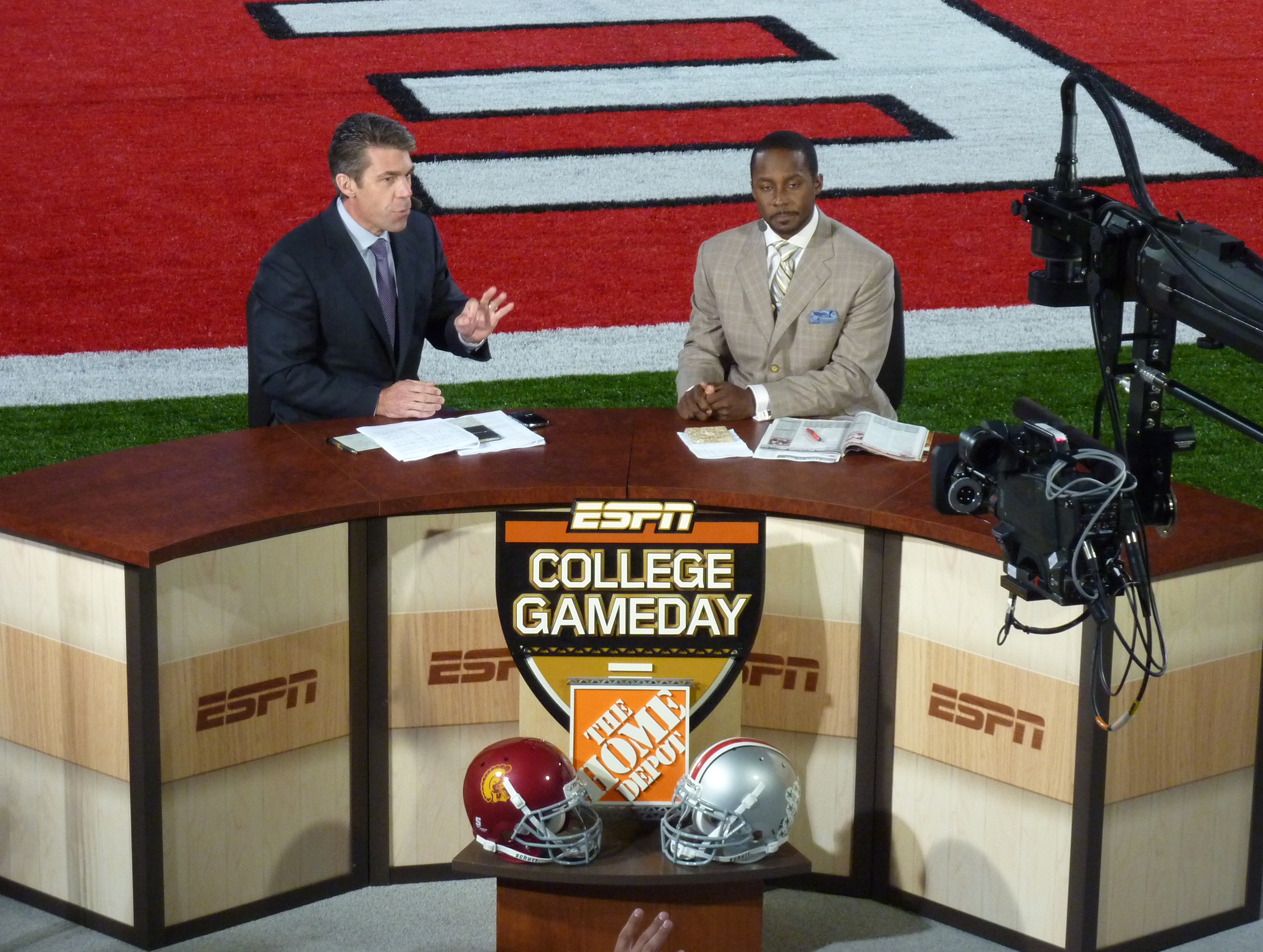
Chris Fowler und Desmond Howard während einer Sendung im Ohio Stadium, September 2009

College GameDay (deutsch: College-Spieltag) ist eine dreistündige Sportsendung des amerikanischen Fernsehsenders ESPN, die am Samstagvormittag ausgestrahlt wird. Themen sind vor allem Spielausblicke und Hintergrundanalysen zu den College-Football-Spielen des jeweiligen Spieltags. Die Sendung, die sich seit 1987 im Programm von ESPN befindet, wird seit 1993 an wechselnden Orten im Umfeld des Football-Stadions einer Hochschule produziert.
Mit durchschnittlich rund 1,96 Millionen Zuschauern pro Ausgabe (2015) zählt sie zu den erfolgreichsten regelmäßigen Shows im Programm von ESPN und, abgesehen von den Liveübertragungen der Spiele, zu den populärsten Fernsehsendungen im Bereich des College Football. In den Jahren 2007, 2009, 2010, 2013, 2014 und 2015 wurde sie jeweils mit einem Emmy Award in der Kategorie „Outstanding Studio Show - Weekly“ (deutsch: Herausragende wöchentliche Studioshow) ausgezeichnet, darüber hinaus erhielt sie 2006 den Outstanding Contribution to Amateur Football Award der National Football Foundation.

## Konzept

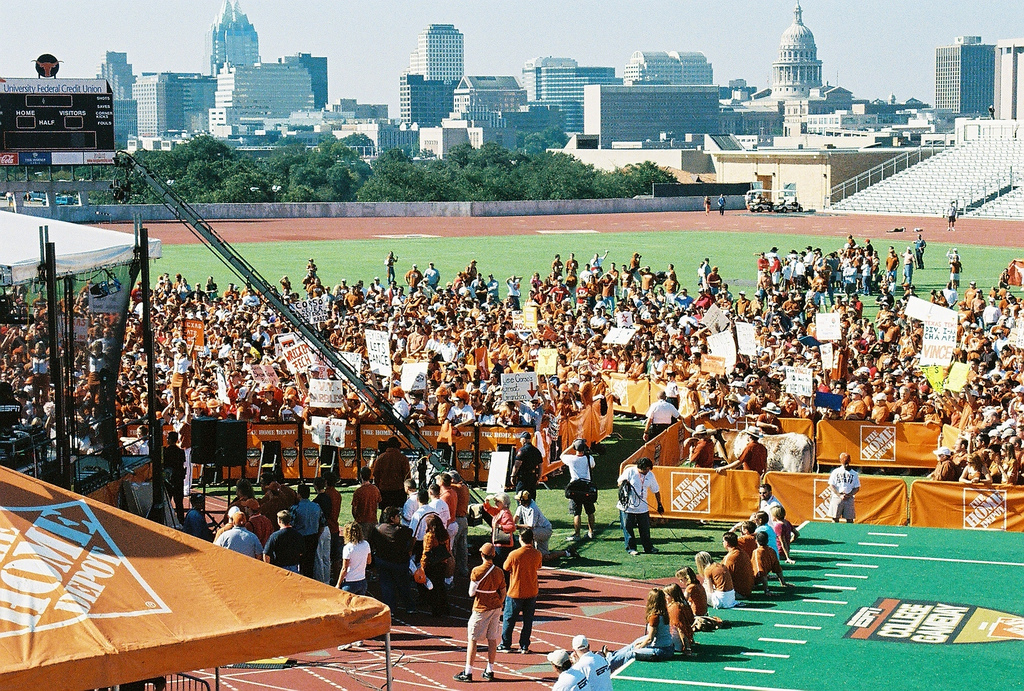
College GameDay im Darrell K Royal-Texas Memorial Stadium der University of Texas at Austin, August 2006

Inhaltliche Schwerpunkte von College GameDay sind Ausblicke auf die am jeweiligen Spieltag anstehenden Spiele im College Football, Hintergrundanalysen zu den beteiligten Mannschaften, entsprechende Ergebnistips der Kommentatoren sowie historische Rückblicke. Die Sendedauer beträgt seit dem Jahr 2010 drei Stunden, von denen die erste Stunde am Samstagvormittag von 9:00 bis 10:00 Uhr im College-Sportkanal ESPNU und die nächsten zwei Stunden von 10:00 bis 12:00 Uhr im Hauptprogramm von ESPN gezeigt werden.
Die seit 1987 ausgestrahlte Sendung entstand bis 1992 in den Studios von ESPN in Bristol, Connecticut. Seit 1993 wird sie von Woche zu Woche wechselnd in einer anderen Stadt im unmittelbaren Umfeld des Football-Stadions der jeweiligen College-Mannschaft produziert. Die Auswahl des Ortes erfolgt dabei nach verschiedenen Gesichtspunkten. In der Regel handelt es sich um Austragungsorte von Spielen zwischen führenden Mannschaften, von Conference-Meisterschaftsspielen, des BCS National Championship Game oder von anderen Ansetzungen mit besonderer Bedeutung, wie beispielsweise historisch bestehenden Rivalitäten zwischen zwei Teams. In Würdigung der amerikanischen Streitkräfte wurde die Sendung bereits zweimal am Austragungsort des Spiels zwischen den Mannschaften der United States Military Academy (Army Black Knights) und der United States Air Force Academy (Air Force Falcons) sowie dreimal während des traditionellen Spiels zwischen den Army Black Knights und der Mannschaft der United States Naval Academy (Navy Midshipmen) produziert. Auch Orte von Spielen zwischen historischen afroamerikanischen Colleges oder zwischen Mannschaften aus der Division III der National Collegiate Athletic Association (NCAA) waren bereits Gastgeber der Sendung.
Von der Sendung existiert seit 2000 ein Ableger im Radioprogramm von ESPN sowie seit 2005 eine Ausgabe zum College Basketball. Seit 2007 wird College GameDay auf ESPN HD auch im HDTV-Format gesendet. Mit durchschnittlich zwei Millionen Zuschauern pro Sendung war die Saison 2009 die bisher erfolgreichste in der Geschichte der Show. Dies entsprach in den Nielsen Ratings, den von der Firma Nielsen Media Research erhobenen Einschaltquoten in den USA, einem Jahresdurchschnitt von 1,6 Prozent aller amerikanischen Fernsehhaushalte. Hauptsponsor der Sendung ist die amerikanische Baumarktkette The Home Depot. Die Titelmusik ist eine textlich abgewandelte Version des Titels Comin' to Your City, der im September 2005 vom Countryduo Big & Rich veröffentlicht wurde.

## Kommentatoren

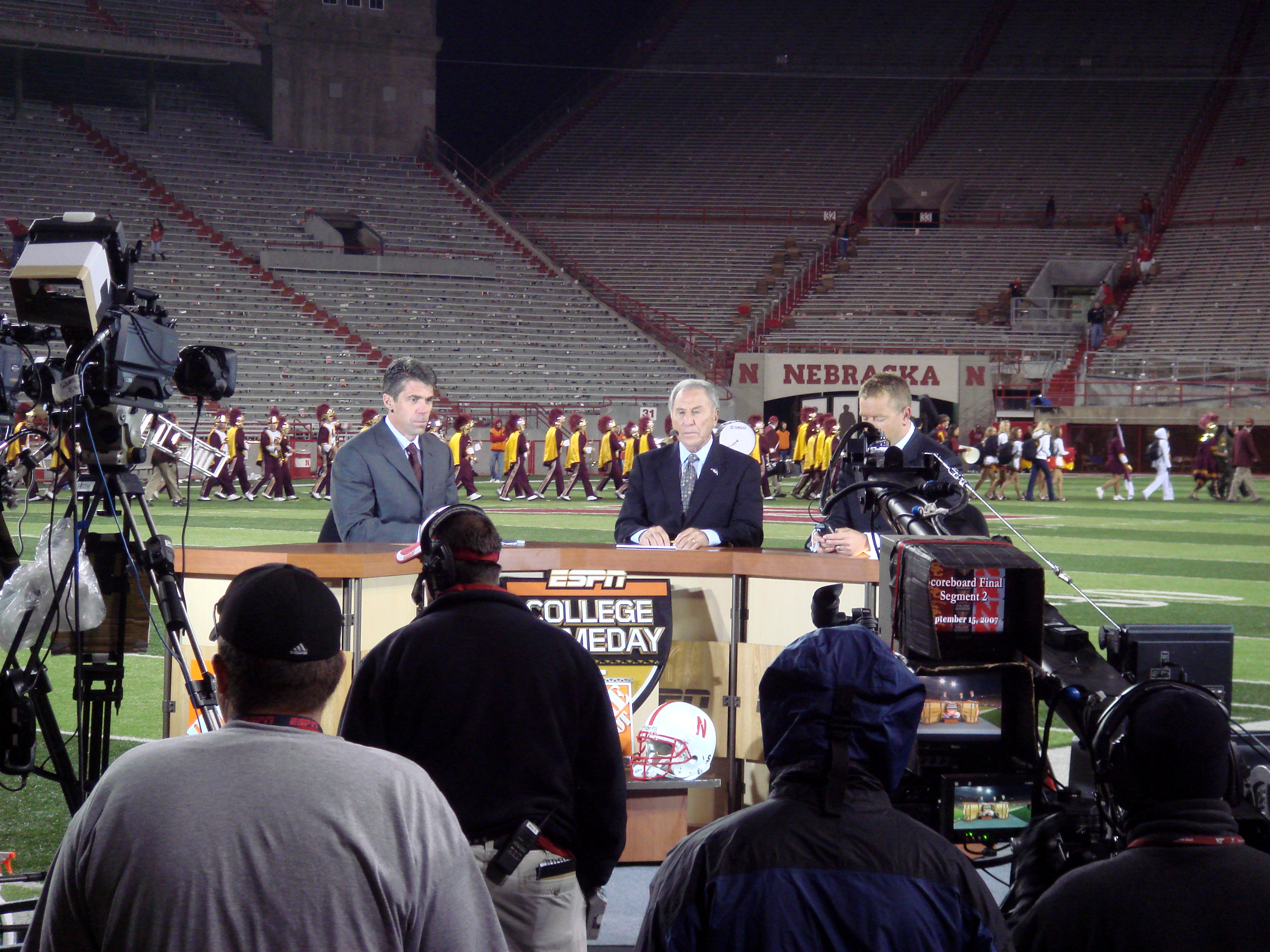
Chris Fowler, Lee Corso und Kirk Herbstreit im Memorial Stadium in Lincoln, September 2007

Zu den Kommentatoren von College GameDay gehören die Sportreporter Chris Fowler, der als Gastgeber fungiert, sowie Erin Andrews und Lee Corso, der als einziger im Team seit dem Start der Sendung im Jahr 1987 dabei ist. Mit Kirk Herbstreit, der von 1989 bis 1993 als Quarterback für die Mannschaft der Ohio State University spielte, sowie dem früheren NFL-Profi Desmond Howard zählen außerdem zwei ehemalige Football-Spieler zur Stammbesetzung der Sendung. Darüber hinaus sind bekannte Sportler und andere Prominente regelmäßige Gäste.
Ein traditioneller Bestandteil der Sendung ist seit 1996, dass Lee Corso seinen Tipp für den Sieger des am Produktionsort stattfindenden Spiels bekanntgibt, indem er sich den Kopf eines Kostüms des Maskottchens der jeweiligen Mannschaft aufsetzt. Im August 2000, bei der College-GameDay-Sendung vor dem Saisoneröffnungsspiel zwischen den Mannschaften vom Georgia Institute of Technology und der Virginia Polytechnic Institute and State University, wurde sein Mietwagen während eines Unwetters von einem Blitz getroffen, nachdem er kurz zuvor im Stadion der Virginia Tech Hokies einen Sieg der Georgia Tech Yellow Jackets prognostiziert hatte. Corso kommentierte diesen Vorfall mit den Worten: „Ich weiß nicht, was ein Hokie ist. Aber Gott ist einer von ihnen.“ Das Spiel wurde wegen des Unwetters zunächst verschoben und später abgesagt.